# Trampin'
Albums de Patti Smith
Land (1975-2002)
(2002) Twelve
(2007)
Singles
1. Jubilee
Sortie : 2004

Trampin' est un album studio de Patti Smith, sorti le 27 avril 2004.
C'est son premier album avec le label Columbia Records. L'édition double-CD comprend l'album original ainsi que le live au Festival des Vieilles Charrues de 2004.
L'album s'est classé 123e au Billboard 200 et au Top Internet Albums.

## Liste des titres
| 1.  | Jubilee            | Patti Smith, Lenny Kaye, Jay Dee Daugherty | 4:43  |
| 2.  | Mother Rose        | Smith, Tony Shanahan                       | 4:56  |
| 3.  | Stride of the Mind | Smith, Oliver Ray                          | 3:37  |
| 4.  | Cartwheels         | Smith, Kaye                                | 6:01  |
| 5.  | Gandhi             | Smith, Kaye, Daugherty, Shanahan, Ray      | 9:21  |
| 6.  | Trespasses         | Smith, Daugherty                           | 5:00  |
| 7.  | My Blakean Year    | Smith                                      | 5:16  |
| 8.  | Cash               | Smith, Ray                                 | 4:20  |
| 9.  | Peaceable Kingdom  | Smith, Shanahan                            | 5:09  |
| 10. | Radio Baghdad      | Smith, Ray                                 | 12:17 |
| 11. | Trampin'           | Traditionnel                               | 2:56  |

| 1.  | Jubilee                    | Smith, Kaye, Daugherty                | 5:03  |
| 2.  | Break It Up                | Smith, Tom Verlaine                   | 3:55  |
| 3.  | Beneath the Southern Cross | Smith, Kaye                           | 6:38  |
| 4.  | 25th Floor                 | Smith, Ivan Král                      | 6:57  |
| 5.  | Cash                       | Smith, Ray                            | 4:26  |
| 6.  | Seven Ways of Going        | Smith                                 | 8:17  |
| 7.  | Dancing Barefoot           | Smith, Král                           | 6:26  |
| 8.  | Free Money                 | Smith, Kaye                           | 4:59  |
| 9.  | Gandhi                     | Smith, Kaye, Daugherty, Shanahan, Ray | 10:38 |
| 10. | Peaceable Kingdom          | Smith, Shanahan                       | 5:45  |
| 11. | Gloria                     | Smith, Van Morrison                   | 9:24  |

## Personnel

### Musiciens
- Patti Smith : Chant, clarinette
- Lenny Kaye : Guitare, pedal steel guitar
- Jay Dee Daugherty : Batterie, percussions, guitare
- Oliver Ray : Guitare
- Tony Shanahan : Basse, claviers, orgue Hammond, chœurs

### Musiciens additionnels
- Jesse Smith : Piano
- Rebecca Wiener : Violon